# Albert Grunow
Albert Grunow (* 3. November 1826 in Berlin; † 17. März 1914 in Berndorf) war ein deutscher Chemiker und Diatomeenforscher.
Sein botanisches Autorenkürzel lautet „Grunow“.
Grunow war ab 1851 bei der Berndorfer Metallwarenfabrik Chemiker. Im Jahre 1901 schenkte er der Botanischen Abteilung des Naturhistorischen Museums in Wien seine Sammlung fossiler und rezenter Diatomeen (Kieselalgen).
Er war Korrespondent der Geologischen Reichsanstalt.

## Veröffentlichungen
- Die Desmidiaceen und Pediasteen der österr. Moore. In: Verhandlungen der Zoologisch-Botanischen Gesellschaft in Wien. Band 8, 1858, S. 489–502 (zobodat.at [PDF; 1,1 MB]).
- Ueber neue oder ungenügend gekannte Algen. In: Verhandlungen der Zoologisch-Botanischen Gesellschaft in Wien. Band 10, 1860, S. 503–582 (zobodat.at [PDF; 7,3 MB]).
- mit  Heinrich Wilhelm Reichardt, Jakob Juratzka, Carl Moritz Gottsche: Specimen florae cryptogamae septem insularum. In: Verhandlungen der Zoologisch-Botanischen Gesellschaft in Wien. Band 11, 1981, S. 411–430 (zobodat.at [PDF; 1,2 MB]).
- Die österreichischen Diatomaeen nebst Anschluss einiger neuen Arten von andern Lokalitäten und einer kritischen Uebersicht der bisher bekannten Gattungen und Arten. In: Verhandlungen der Zoologisch-Botanischen Gesellschaft in Wien. Band 12, 1862, S. 315–472 (zobodat.at [PDF; 12,5 MB]) und S. 545–588 (zobodat.at [PDF; 3,2 MB]).
- Über einige neue und ungenügend bekannte Arten und Gattungen von Diatomaceen. In: Verhandlungen der Zoologisch-Botanischen Gesellschaft in Wien. Band 13, 1863, S. 137–162 (zobodat.at [PDF; 2,2 MB]).
- Literaturberichte. In: Österreichische Botanische Zeitschrift = Plant Systematics and Evolution 18, 1868, S. 129–135.
- Beiträge zur Kenntniss der fossilen Diatomeen Österreich-Ungarns. In: Beiträge zur Paläontologie und Geologie Österreich-Ungarns und des Orients. Band 2, 1882, S. 136–159 (zobodat.at [PDF; 2,3 MB]).
- Die Diatomeen von Franz Josefs-Land. In: Denkschriften der Akademie der Wissenschaften. Band 48_2, 1884, S. 53–112 (zobodat.at [PDF; 6,8 MB]).
- Additamenta ad cognitionem Sargassorum. In: Verhandlungen der Zoologisch-Botanischen Gesellschaft in Wien. Band 65, 1915, S. 329–448 (zobodat.at [PDF; 7,6 MB]).
- Additamenta ad cognitionem Sargassorum. In: Verhandlungen der Zoologisch-Botanischen Gesellschaft in Wien. Band 66, 1916, S. 136–185 (zobodat.at [PDF; 3 MB]).
- Additamenta ad cognitionem Sargassorum. In: Verhandlungen der Zoologisch-Botanischen Gesellschaft in Wien. Band 66, 1916, S. 1–48 (zobodat.at [PDF; 3 MB]).